# PPPoX
PPP over X (PPPoX), em portugês PPP sobre X, designa uma família de protocolos de comunicação encapsulados que implementam o Protocolo Point-to-Point.
Implementações específicas:
- PPPoE
- PPPoA
- PPTP
- PPPoEoVLAN